# Vincent Curatola
Vincent 'Vince' Curatola (Englewood (New Jersey), 16 augustus 1953) is een Amerikaans acteur.

## Biografie
Curatola begon in 1995 met acteren in de korte film Dearly Beloved. Hierna heeft hij nog meerdere rollen gespeeld in televisieseries en films. het meest bekend is hij met zijn rol als Johnny 'Sack' Sacramoni in de televisieserie The Sopranos waar hij in vierendertig afleveringen speelde (1999-2007). Voor deze rol is hij samen met de cast in 2003 en 2005 genomineerd voor een Screen Actors Guild Award in de categorie Beste Optreden door een Cast in een Televisieserie.
Curatola is getrouwd en woont met haar in het noorden van New Jersey.

## Filmografie

### Films
Uitgezonderd korte films.
- 2016 Patriots Day – als Thomas Menino
- 2013 Nicky Deuce – als Paulie
- 2012 Killing Them Softly – als Johnny Amato
- 2009 Karma, Confessions and Holi – als Asa Taft
- 2009 Frame of Mind – als luitenant John Mangione
- 2009 The Hungry Ghosts – als Nicky Z
- 2007 Made in Brooklyn – als rechter
- 2005 Fun with Dick and Jane – als buurman van Dick
- 2005 Johnny Slade's Greatest Hits – als Mr. Samantha
- 2005 The Signs of the Cross – als ??
- 2004 2BPerfectlyHonest – als Dr. Platter
- 2000 Hot Ice – als ??
- 1998 Exiled – als detective

### Televisieseries
Uitgezonderd eenmalige gastrollen.
- 2015 - 2020 Law & Order: Special Victims Unit - als rechter Al Bertuccio - 7 afl.
- 2013 - 2014 The Good Wife - als rechter Thomas Politi - 5 afl.
- 1999 – 2007 The Sopranos – als Johnny Sacramoni – 33 afl.
- 2004 Third Watch – als Anthony Boscorelli – 4 afl.

- International Standard Name Identifier: 0000 0000 4431 0685
- Library of Congress Control Number: no2006061127
- Virtual International Authority File: 56366471
- WorldCat: E39PBJdWHWrBRxHBcG6jTjYpT3